# Glenidion
Glenidion là một chi bọ cánh cứng trong họ Chrysomelidae.
Chi này được miêu tả khoa học năm 1860 bởi Clark.

## Các loài
Các loài trong chi này gồm:
- Glenidion atrox Bechyne, 1997
- Glenidion herbigradum Bechyne, 1997